# 아세틸-CoA 카복실화효소
아세틸-CoA 카복실화효소(영어: acetyl-CoA carboxylase, ACC)는 지방산 생합성의 개입단계에 관여하는 효소이다.

## 활성과 억제
아세틸-CoA 카복실화효소에 대해서 시트르산은 활성에 관여하고 팔미트산은 억제에 관여하는 것으로 알려져있다. 한편 AMPK(cAMP-activated protein kinase)는 ATP와 ADP 그리고 AMP의 농도로부터 에너지 평형 상태에 의존하는 신호전달 기전으로 아세틸-CoA 카복실화효소에 대해 활성과 억제에 관여하는 것으로 알려져 있다.

## 같이 보기
- 지방 세포

## 참고 문헌
- (오소영. "Regulation of acetyl-CoA carboxylase β gene by sterol regulatory element-binding protein-1 in liver" VOL.- NO.- 2003)http://www.riss.or.kr/search/detail/DetailView.do?p_mat_type=be54d9b8bc7cdb09&control_no=f8c4e144f94a5174ffe0bdc3ef48d419%5B깨진+링크(과거+내용+찾기)%5D